# اوس ابراهیم
اوس ابراهیم (عربی: اوس ابراهيم محمد الو محمد؛ زادهٔ ۱ ژانویهٔ ۱۹۸۶) یک بازیکن فوتبال اهل عراق است.
از باشگاه‌هایی که در آن بازی کرده‌است می‌توان به دهوک، الزورا، و الشرطه، اربیل، الزورا، و تیم ملی فوتبال عراق اشاره کرد.
وی همچنین در تیم‌های ملی فوتبال Iraq u-21 تیم ملی فوتبال عراق بازی کرده است.